# Lena Hentschel
Lena Hentschel, född 17 juni 2001, är en tysk simhoppare.

## Karriär
I augusti 2018 vid EM i Glasgow tog Hentschel silver tillsammans med Tina Punzel i synkroniserade hopp från tremeterssvikten. Ett år senare tog duon återigen silver i synkroniserade hopp från tremeterssvikten vid simhopps-EM i Kiev.
I maj 2021 vid EM i Budapest 2021 tog Hentschel och Punzel guld tillsammans i synkroniserade hopp från tremeterssvikten. I juli 2021 tog duon brons tillsammans i synkroniserade hopp från tremeterssvikten vid OS i Tokyo. I augusti 2022 tog duon sitt andra raka EM-guld i synkroniserade hopp från tremeterssvikten vid EM i Rom.